# Brickellia
Brickellia, rod glavočika iz podtribusa Alomiinae, dio tribusa Eupatorieae.

## Opis
Brickellia je veliki rod s oko 100 vrsta koje se uglavnom nalaze u Sjevernoj Americi i Meksiku. Rod se prepoznaje po cipselama koje su obično 10-rebraste, uskih vjenčića, stilizirane proširene baze i dlakave i papusu od brojnih čekinja, koje mogu biti peraste ili samo hrapave. Uključuje uz ostale sinonimne rodove Kuhnia, Barroetea i Phanerostylis (Schilling et al. 2015a), ali isključuje Asanthus, Brickelliastrum, Steviopsis, Carminatia i Flyriella (Schilling et al. 2013).
Novu infrageneričku klasifikaciju nedavno su predložili Schilling et al. (2015b) koji dijeli rod na manje jedinice pogodne za detaljno proučavanje.. 

## Vrste
1. Brickellia adenolepis (B.L.Rob.) Shinners
2. Brickellia amplexicaulis B.L.Rob.
3. Brickellia aramberrana B.L.Turner
4. Brickellia argyrolepis B.L.Rob.
5. Brickellia atarjea B.L.Turner
6. Brickellia atractyloides A.Gray
7. Brickellia baccharidea A.Gray
8. Brickellia betonicifolia A.Gray
9. Brickellia brachyphylla (A.Gray) A.Gray
10. Brickellia brandegeei B.L.Rob.
11. Brickellia californica (Torr. & A.Gray) A.Gray
12. Brickellia cardiophylla B.L.Rob.
13. Brickellia cavanillesii (Cass.) A.Gray
14. Brickellia chenopodina (Greene ex Wooton & Standl.) B.L.Rob.
15. Brickellia coahuilensis (A.Gray) Harc. & Beaman
16. Brickellia coixtlahuaca B.L.Turner
17. Brickellia cordifolia Elliott
18. Brickellia corymbosa (DC.) A.Gray
19. Brickellia corymbosella G.L.Nesom
20. Brickellia coulteri A.Gray
21. Brickellia cuspidata S.Watson
22. Brickellia cylindracea A.Gray & Engelm.
23. Brickellia dentata (DC.) Sch.Bip.
24. Brickellia desertorum Coville
25. Brickellia diffusa (Vahl) A.Gray
26. Brickellia enigmatica B.L.Turner
27. Brickellia eupatorioides (L.) Shinners
28. Brickellia extranea McVaugh
29. Brickellia filipes B.L.Rob.
30. Brickellia floribunda A.Gray
31. Brickellia frutescens A.Gray
32. Brickellia gentryi B.L.Turner
33. Brickellia glabrata (Rose) B.L.Rob.
34. Brickellia glandulosa (La Llave) McVaugh
35. Brickellia glomerata Fernald
36. Brickellia glutinosa A.Gray
37. Brickellia grandiflora (Hook.) Nutt.
38. Brickellia greenei A.Gray
39. Brickellia hastata Benth.
40. Brickellia hinckleyi Standl.
41. Brickellia hintoniorum B.L.Turner
42. Brickellia huahuapana B.L.Turner
43. Brickellia hymenochlaena A.Gray
44. Brickellia incana A.Gray
45. Brickellia jaliscensis McVaugh
46. Brickellia jimenezii Hinojosa & Cruz Durán
47. Brickellia knappiana Drew
48. Brickellia laccata Flyr
49. Brickellia laciniata A.Gray
50. Brickellia lanata (DC.) A.Gray
51. Brickellia laxiflora (Brandegee) B.L.Turner
52. Brickellia lemmonii A.Gray
53. Brickellia leptophylla (Scheele) Shinners
54. Brickellia lewisii B.L.Turner
55. Brickellia longifolia S.Watson
56. Brickellia macranthra (Buckley) G.L.Nesom
57. Brickellia magnifica McVaugh
58. Brickellia megaphylla M.E.Jones ex B.L.Rob.
59. Brickellia mexicana (Shinners) G.L.Nesom
60. Brickellia michiliensis G.L.Nesom
61. Brickellia microphylla (Nutt.) A.Gray
62. Brickellia monocephala B.L.Rob.
63. Brickellia mosieri (Small) Shinners
64. Brickellia nesomii B.L.Turner
65. Brickellia nevinii A.Gray
66. Brickellia nutanticeps S.F.Blake
67. Brickellia oblongifolia Nutt.
68. Brickellia odontophylla A.Gray
69. Brickellia oligadenia (B.L.Rob.) B.L.Turner
70. Brickellia oliganthes (Less.) A.Gray
71. Brickellia oreithales (B.L.Rob.) Shinners
72. Brickellia orizabensis Klatt
73. Brickellia ozarkana (Shinners) G.L.Nesom
74. Brickellia palmeri A.Gray
75. Brickellia paniculata (Mill.) B.L.Rob.
76. Brickellia parvula A.Gray
77. Brickellia pavonii (A.Gray) B.L.Turner
78. Brickellia pedunculosa (DC.) Harc. & Beaman
79. Brickellia pendula (Schrad.) A.Gray
80. Brickellia peninsularis Brandegee
81. Brickellia pringlei A.Gray
82. Brickellia problematica B.L.Turner
83. Brickellia rhomboidea Greene
84. Brickellia robinsoniana S.F.Blake
85. Brickellia rosmarinifolia (Vent.) W.A.Weber
86. Brickellia rusbyi A.Gray
87. Brickellia schaffneri (A.Gray) Shinners
88. Brickellia scoparia (DC.) A.Gray
89. Brickellia secundiflora (Lag.) A.Gray
90. Brickellia seemannii A.Gray
91. Brickellia serboana B.L.Turner
92. Brickellia simplex A.Gray
93. Brickellia sonorana B.L.Turner
94. Brickellia spinulosa A.Gray
95. Brickellia squarrosa B.L.Rob. & Seaton
96. Brickellia stolonifera B.L.Turner
97. Brickellia suaveolens (Fresen) G.L.Nesom
98. Brickellia subauriculata (B.L.Rob.) G.L.Nesom
99. Brickellia subuligera (S.Schauer) B.L.Turner
100. Brickellia tomentella A.Gray
101. Brickellia urolepis S.F.Blake
102. Brickellia venosa (Wooton & Standl.) B.L.Rob.
103. Brickellia vernicosa B.L.Rob.
104. Brickellia veronicifolia (Kunth) A.Gray
105. Brickellia vollmeri Wiggins
106. Brickellia wendtii B.L.Turner
107. Brickellia wislizeni A.Gray
108. Brickellia worthingtonii B.L.Turner